# 安业民
安业民（1937年—1958年9月9日）满族，辽宁省开原县四寨子村（今称业民村）人，中国人民解放军海军战士，中华人民共和国烈士。

## 生平
1956年，安业民加入中国共产主义青年团。1957年3月参加中国人民解放军海军，在中国人民解放军海军旅顺基地海岸炮兵161连当战士，先后担任电话兵、运药手、火炮瞄准手。1958年夏，因战备需要，所在海岸炮兵连调防至福建前线。
1958年8月23日，在炮击金门战斗中，敌方一颗炮弹在安业民及战友们的炮位上空爆炸，弹片击中火炮后方堆放的弹药包，引起大火，火势即将蔓延到炮位左侧的数百颗弹头。为了保护火炮和整个阵地的安全，安业民在大火中坚持将炮身转向隐蔽壕，直到完成转向才跳下炮盘，滚灭身上火焰。因全身烧伤百分之七十而昏迷。苏醒后，安业民坚持不离开前线，再度登上炮位，连续向敌方阵地发射炮弹，战斗40分钟，一直坚守岗位直到炮战结束。后来因为伤势过重，经抢救无效，于1958年9月9日牺牲，年仅21岁。
在弥留之际，安业民向中共党组织递交了入党申请书，并表示“在伤好后重返前线，狠狠地打击敌人”。1959年3月16日，中共海军党委追认安业民为“中国共产党正式党员”，共青团辽宁省委授予安业民“模范共青团员”称号。1983年，中华人民共和国民政部向安业民颁给烈士称号。朱德为安业民题词“共产主义战士安业民永垂不朽”。

## 纪念
- 业民村、业民镇：安业民的家乡辽宁省开原县四寨子村，更名为业民村。所在乡更名为业民乡（后改为业民镇）。
- 安业民烈士纪念馆：位于辽宁省开原市业民镇。1999年建馆。2014年由辽宁省民政厅投资140万元人民币重建新馆。2016年10月24日重新开馆[3][2][1]。
- 安业民烈士陵园：位于福建省晋江市金井镇围头半岛上由南京军区命名的“海防模范连”营区内[1]。
- 安业民烈士纪念碑：位于福建省晋江市金井镇围头村。纪念碑前为安业民烈士生平事迹纪念长廊。纪念碑正面刻有朱德1958年题词：“共产主义战士安业民永垂不朽”。纪念碑斜对面是安业民生前战斗过的炮位，上有“钢铁阵地”四个大字[1]。